# Хлебозаводский проезд
Хлебозаво́дский прое́зд — проезд, расположенный в Южном административном округе города Москвы на территории района Нагатино-Садовники.

## История
Проезд был образован 12 мая 1956 года и получил название по пущенному в том же году Московскому хлебозаводу-автомату № 15 (ныне — Закрытое акционерное общество Булочно-кондитерский комбинат «Коломенский»).

## Расположение
Хлебозаводский проезд отходит от Варшавского шоссе на юго-восток несколько южнее развилки Варшавского и Каширского шоссе, поворачивает на восток и проходит до Каширского шоссе, за которым продолжается до безымянного проезда. На пересечении Хлебозаводского проезда с Каширским шоссе перекрёсток не организован, прямого сообщения между западной и восточной частями проезда нет. Участок проезда, заключённый между Варшавским и Каширским шоссе, фактически является внутриквартальным проездом; участок к востоку от Каширского шоссе представляет собой бульвар..

## Примечательные здания и сооружения
По нечётной стороне:
- д. 7; д. 7 стр. 2; д. 7, стр. 3; д. 7, стр. 5; д. 7, стр. 7; д. 7, стр. 8 — ЗАО БКК «Коломенский»
- д. 7а; д. 7а, стр. 2 — автобаза № 22 ГУП «Мосавтотранс»

## Транспорт

### Наземный транспорт
По Хлебозаводскому проезду не проходят маршруты наземного общественного транспорта. Остановки «Хлебозаводский проезд» расположены на Варшавском шоссе у западного конца проезда (автобусы 965, м95, н8, трамваи 3, 16) и на Каширском шоссе у пересечения с проездом (автобусы с806, 844, е85, м86, н8).

### Метро
- Станция метро «Нагатинская» Серпуховско-Тимирязевской линии — севернее проезда, на Варшавском шоссе
- Станция метро «Нагорная» Серпуховско-Тимирязевской линии — западнее проезда, на Электролитном проезде
- Станция метро «Нахимовский проспект» Серпуховско-Тимирязевской линии — юго-западнее проезда, на Нахимовском проспекте

### Железнодорожный транспорт
- Платформа «Нагатинская» Павелецкого направления МЖД — севернее проезда, на Варшавском шоссе